# Štefánikova (Praha)
Štefánikova je ulice v Praze na Smíchově spojující náměstí Kinských a křižovatku Anděl, tedy ulice Plzeňská, Lidická a Nádražní.

## Současný název
Ulice je pojmenována po slovenském politikovi Milanu Rastislavu Štefánikovi. Tento název ulice získala v roce 1919, ale od té doby byl ještě několikrát změněn.

## Historie a názvy
První zmínky o ulici můžeme nalézt v mapě z roku 1816. Původně byla pojmenována jako „Hlavní třída“. V roce 1860 byla přejmenována na „Kinská třída“, či „Kinského třída“, podle šlechtického rodu Kinských. V roce 1919 poprvé získala svůj současný název Štefánikova. Ten však v roce 1940 opět ztratila, když byla přejmenována na „Kinského“. Po skončení 2. světové války v roce 1945 byla přejmenována zpět na Štefánikovu. To se ale vzápětí změnilo, a v roce 1952 získala název „S. M. Kirova“ podle sovětského vůdce Sergeje Mironoviče Kirova. Definitivní název, který nese dodnes, získala ulice opět až po pádu totality v roce 1990.

## Budovy a instituce
- Úřad městské části Praha 5 – Štefánikova 236/13
- Dům dětí a mládeže Praha 5 – Štefánikova 235/11
- Kostel sv. Václava – náměstí 14. října
- Palác Portheimka – Štefánikova 68/12
- Základní umělecká škola Praha 5 – Štefánikova 217/19
- Úřad práce České republiky – Štefánikova 216/21
- Pragerova brutalistická budova Komerční banky – Štefánikova 267/22
- Švandovo divadlo – Štefánikova 6/57

## Doprava

### Hromadná doprava
V ulici se nacházejí 2 tramvajové zastávky – Arbesovo náměstí a Švandovo divadlo, kde lze také přestoupit na autobus.

### Automobilová doprava
Ulice je obousměrně průjezdná pro automobily, s výjimkou v úseku od náměstí 14. října ke křižovatce Anděl, který je pěší zónou. Po téměř celé délce ulice se nacházejí parkovací místa.

### Cyklistická doprava
Krátký cyklopruh se ve směru z jihu na sever nachází u křižovatky s ulicemi V Botanice a Kartouzská.